# Maniconeurodes conwentzi
Maniconeurodes conwentzi is een fossiele soort schietmot uit de familie Lepidostomatidae.